# هویشلهایم
هویشلهایم (به آلمانی: Heuchelheim) یک شهر در آلمان است که در گیسن واقع شده‌است. هویشلهایم ۷٬۵۹۶ نفر جمعیت دارد.

## خواهرخوانده
شهر Dobrzeń Wielki خواهرخواندهٔ هویشلهایم هست.